# Кокинарас
Кокинарас или Къръмзикьой (на гръцки: Κοκκιναράς, до 1927 година Κιρμιζή Κιόι, Кърмъзи кьой) е село в Гърция, в дем Кожани, област Западна Македония.

## География
Кокинарас е разположено на 720 m надморска височина, на 15 km западно от Кожани, в източните склонове на Синяк.

## История

### В Османската империя
В края на XIX век Къръмзикьой е турско село в Османската империя. Според статистиката на Васил Кънчов („Македония. Етнография и статистика“) през 1900 година в Кърмъзи Кьой, Кайлярска каза, има 25 турци.
На Етнографската карта на Битолския вилает на Картографския институт в София от 1901 година Кермеша (Кирмизи кьой) е чисто турско село в Кайлярската каза на Серфидженския санджак с 10 къщи.
Според статистика на Серфидженския санджак на гръцкото консулство в Еласона от 1904 година в Керирзикьой (Κεριρζήκιοϊ), Кожанска каза, живеят 75 турци.

### В Гърция
През Балканската война в 1912 година в селото влизат гръцки части и след Междусъюзническата в 1913 година остава в Гърция. В 1913 година селото (Κιρμιζλή Κιόι) има 62 жители. През 20-те години населението му се изселва в Турция и на негово място са настанени християнски бежанци от Турция. В 1928 година селото е изцяло бежанско с 13 семейства и 48 жители бежанци.
През 1927 година името на селото е преведено на Кокинарас.
Населението традиционно произвежда жито, тютюн и други земеделски продукти, като се занимава и със скотовъдство.
| Година    | 1913 | 1920 | 1928 | 1940 | 1951 | 1961 | 1971 | 1981 | 1991 | 2001 | 2011 | 2021 |
| --------- | ---- | ---- | ---- | ---- | ---- | ---- | ---- | ---- | ---- | ---- | ---- | ---- |
| Население | 62   | 85   | 54   | 77   | 89   | 87   | 54   | 50   | 39   | 20   | 12   | 2    |